# Mierzęcin Strzelecki
Mierzęcin Strzelecki – przystanek kolejowy w Mierzęcinie, w województwie lubuskim.

## Ruch pasażerski
| Rok  | Wymiana pasażerska na dobę |
| ---- | -------------------------- |
| 2017 | 20-49                      |
| 2022 | 20-49                      |

Na grudzień 2022 r. zaplanowano zmianę nazwy przystanku na Mierzęcin.

## Połączenia
- Choszczno
- Krzyż
- Stargard
- Szczecin